# Természet Világa
A Természet Világa a világ egyik legrégebbi tudományos folyóirata, amelyet a Tudományos Ismeretterjesztő Társulat (TIT) havonta jelentet meg.
A természettudományos kultúra terjesztője Magyarországon, olyan neves szerzők által, akik a magyar természettudományos műszaki értelmiség legjavát alkotják. Tevékenységével, a tudományterületek közötti kommunikációt segíti. A kiadvány közérthető módon tájékoztatja olvasóit a tudomány legújabb eredményeiről, figyelemmel kíséri a műszaki fejlődést.

## Története
A Természet Világa jogelődje 1841-ben indult. Kezdetben mint a Királyi Magyar Természettudományi Társulat Évkönyvei, később a Királyi Magyar Természettudományi Társulat Közlönye címen jelent meg, majd Természettudományi Közlöny néven szerzett hírnevet az Osztrák–Magyar Monarchia fennállásának idején, s az egész 20. században. A folyóirat alcímében ma is őrzi e korábbi főcímet. 1869. január 10-étől jelent meg rendszeresen havonta, Szily Kálmán szerkesztette szintén a Királyi Magyar Természettudományi Társulat nevében.
A Természettudományi Közlöny utolsó száma 1944 késő őszén jelent meg, majd a második világháború után, 1945-ben a Magyar Természettudományi Társulat engedélyt kapott, hogy Természettudomány címmel új folyóiratot indítson. Ez a lap a Természettudományi Közlöny utódjának tekintette magát. Címe és tulajdonosa az évek során többször változott, végül a címe Természet Világa, alcíme Természettudományi Közlöny lett.
Magyar Örökség díjas folyóirat. Jelenlegi főszerkesztője Staar Gyula. Szerkesztői: Kapitány Katalin, Németh Géza és Silberer Vera.

## Díjak
- 2004. Magyar Örökség díj
- 2013. Millenniumi-díj